# Наша Нива
Наша Нива (блр. Наша Ніва, „Наше поље“) једна је од најстаријих белоруских недељних новина, основана 1906. године и поново успостављена 1991. године. „Наша Нива“ је постала културни симбол, због важности новина као издавача белоруске књижевности и као пионир новинарства белоруског језика; године пре Октобарске револуције често се називају „периодом Наше Ниве“.  
У периоду између 1906. и 1915. новине су излазиле недељно. Од 1991. до 1995. године појављивале су се једном месечно, враћајући се на недељне публикације 1996. године, а затим сваке две недеље у годинама 1997–1999. 1999. лист је поново постао недељник. 
„Наша Нива“ Online основана је 1997. Од 2017. године постала је најчешће посећени вебсајт на белоруском језику.
Према процени Медија IQ, „Наша Нива“ је слободна од државне пропаганде и задржава једну од највиших оцена у новинарској етици међу белоруским медијима.  Будући да су били у отвореној опозицији режиму Александра Лукашенка, влада је много пута провалила, добили су огромне новчане казне и изузети из државне продаје. Уреднике и новинаре су хапсили, испитивали и тукли полиција и службеници КГБ-а.
Од 2020. главни уредник је Јахор Марцинович, који је наследио Андреја Динка. 

## Историја

### 1906–1915
"Наша Нива" је инспирисана "Искром", политичким новинама, које је уређивала РСДЛП (Руска социјалдемократска радничка партија) од 1901. На конференцији БСА (Белоруска социјалистичка партија) у јуну 1906. белоруски новинар Антон Луцкевич објавио је своју намеру да направи партијске новине. Суоснивачи су били његов брат Иван и Алаксандар Уласав, земљопоседник са имања Михаука код Минска, који је дуго година био издавач и уредник новина. Назив публикације преузет је из песме Јанка Лучине „Роднай старонцы“ („Отаџбини“). Прво издање објављено је 23. новембра 1906, под уредништвом титуларног саветника Зигмунда Волског. Од петог броја од 8. децембра 1906, главни уредник био је Александар Власов.
У прве три године новине су објавиле 960 извештаја из 489 области, 246 песама 61 аутора и 91 чланак 36 специјалних извештача. Само је 1910. „Наша Нива“ објавила 666 разних преписки од 427 људи. „Наша Нива“ је покривала широк спектар политичких, економских и културних питања. Свако издање је обухватало следеће одељке: владине акције, политички преглед, живот на селу, живот града, фељтони, најновија књижевна дела на белоруском језику, преписка, вести из Русије и Литваније, сажетак књига, белешке о историји, белешке о пољопривреди, примењена механика, лични огласи. 
Новине су као главни задатак виделе консолидацију белоруске политичке нације. То је такође био - као што је примећено у то време - први извор информација који је био слободан од мешања владе. Уредништво се такође трудило да очува и промовише белоруску културу. Национално цивилно друштво окупило се око новина; бројне пољопривредне иницијативе, омладинске групе и издавачке куће користиле су га као глас за промоцију својих активности. 1911. тираж му је био око 3000. До октобра 1912. новине су се штампале и ћирилицом и латиницом. Од 43. броја од 24. октобра 1912. публикација је у потпуности прешла на ћирилицу. Претплата на годину дана коштала је 5 рубаља, цена једног издања била је 5 копејки. 
Одбрана националних интереса новина изазивала је нападе руске цензуре током свог постојања. Чак је и дискусија о аграрним темама организована 1907. године, укључујући чланак под насловом „Питање земље на Новом Зеланду“, утврђена као „побуна“ и „непоштовање владе“. Уреднику Алаксандару Уласаву суђено је и затворен је. У неколико наврата је заплењен читаво одређено издање и уредници су били приморани да плаћају казне. 

#### Уредништво
Претплатници и дописници новина постали су централне личности националног политичког и интелектуалног живота, нпр. Цишка Хартни (псеудоним Змициер Жилунович), један од првих лидера Белоруске Совјетске Социјалистичке Републике, или Бранислав Тарашкиевич, политички лидер у западној Белорусији и аутор прве штампане граматике белоруског језика.
Једна од главних личности иза формулисања политичких циљева новина био је Иван Луцкевич из Минска, оснивач чувеног белоруског музеја у Вилњусу и спонзор бројних политичких и културних пројеката. Заједно с њим радио је његов брат Антон Луцкевич, чије су идеје биле пресудне у формирању програма Белоруске социјалистичке партије (Храмада). На крају је постао премијер Белоруске народне републике. Вацлав Ластовски, још један будући премијер Белоруске народне републике, постао је секретар новина 1909. године, а у годинама 1912—1913. деловао је као његов фактички уредник. Био је задужен за историјску агенду, која је била једна од главних тема у Нашој Ниви. Јанка Купала, познати песник, постао је уредник листа у марту 1914. Уредништво је било смештено у улици Виленска бр. 14. Купала је наставио да ради на овој функцији све до јесени 1915. године када су Немци окупирали Виљнус и нормалан живот у Белорусији је прекинут.  
Почетком 1909. године у уредништву је било шест стално запослених - браћа Луцкевич, Алаксандар Уласав, Вацлав Ластовски, Јанка Купала и Јадвихин Ш. У лето 1909. године придружио им се Сиархиеј Палујан. Међутим, група је била подељена на два дела. Браћа Луцкевич и Уласав били су такозвани „Горњи дом парламента“, користили су одвојену собу и са другима комуницирали белешкама које су остављане кроз прорез испод врата. „Горњи парламент“ настојао је да публикација остане жива и прима хонораре, док је „доња комора“ обављала све свакодневне задатке. Њихови чланци објављивани су под псеудонимима, вето „Горњег дома“ могао би поништити све њихове одлуке. Напети односи међу сарадницима вероватно су главни разлог самоубиства Сиархиеја Палујана 1910. године. Према архивима, 1909. године новине су имале претплатнике чак у Прагу, Паризу, Лавову и САД.
Антон Луцкевич, Алаксандар Уласав, Бранислав Тарашкиевич, Змициер Зилунович и Вацлав Ластовски су сви жртве совјетске репресије 1930-их.

#### Белоруски језик
Према неким истраживањима, почетком 20. века белоруски језик углавном је користило сељаштво, а интелигенција и виши слојеви су га занемаривали. „Наша Нива“ је увела стандарде употребе у белоруски књижевни језик. Била је активно укључена и у стварање класичне белоруске књижевности и у еволуцију идеје белоруске државности. Једна од карактеристика новина био је снажан интерактивни однос који су изградили са читаоцима. Било је више од три хиљаде сталних и привремених дописника који су уреднику достављали информације. Велики број сарадника из различитих региона Белорусије био је укључен у објављивање новинарских дела и књижевних дела. Ово је пружило јединствену прилику за поновно успостављање књижевног језика успостављањем норми употребе које су биле најраспрострањеније у целој земљи у целини. Новине су тиме имале непроцењиву улогу у поправљању правописа, граматике и образаца изградње речи савременог белоруског језика. Јакуб Колас, класик белоруске књижевности, био је активни сарадник „Наше Ниве“. Такође је „Наша Нива“ открила дела Максима Богдановича и Змитрока Биадуле. У њој су објављени списи многих истакнутих интелектуалних личности, укључујући Јанка Купалу, Антона Чукевича, Максима Богдановича и Вацлава Ластовског. 
Наша Нива схватила је непопуларност белоруског језика међу сеоским становништвом. Као главни корак ка побољшању овог питања, промовисала је образовање на белоруском језику и залагала се за право људи да користе матерњи језик у школама и цркви.
У издањима од 1906. до 1912. истовремено су коришћени и ћирилица и латиница (са поднасловом: Штампа се недељно руским и пољским словима (на латиничном писму: Wychodzić szto tydzień ruskimi i polskimi literami)).

#### Издаваштво
Новине су постале средиште интелектуалног живота, деловале су као жариште независних културних и друштвених пројеката. Од 1907. уредништво се бави издавањем књига. „Наша Нива“ је вршила координациону функцију издавачког центра. Посебно су били популарни годишњи белоруски календари, алманаси у којима су читаоци могли пронаћи не само уобичајене врсте свакодневних информација, већ и књижевна дела. Издавачки центар такође је објављивао књиге, оригиналне и у преводу. Сатирични часопис „Крапива“ (Коприве) објављен је у Вилњусу 1912. године, а пољопривредно одељење „Наша Нива“ прерасло је у независни часопис „Sacha“ (дрвени плуг) који је излазио у Минску од краја 1913. године. 
Под покровитељством новина, један од оснивача „Наше Ниве“ Иван Луцкевич почео је да сакупља предмете за будући белоруски национални музеј. Већина тога тренутно се чува у Националном историјском музеју Литваније. Особље новина помогло је Ихнату Бујницком да формира прву белоруску позоришну компанију. Више од милион примерака новина објављено је између 1906-1915. Обим посла који је постигла „Наша Нива“ омогућио је историчарима и истраживачима културе да белоруску културу с почетка 20. века дефинишу као „период наше Ниве“ када се позивају на квантитативне и квалитативне промене у развоју савремене културе и друштва.

### Први светски рат
1914. Наша Нива више није могла да критикује владу која је ратовала, јер се такво противљење могло схватити као нелојалност држави. Новине су објављивале чланке и извештаје о патриотским поступцима обичних Белоруса, али њихов уреднички став није показивао никакву подршку руској војсци. Руска војска је описана туђа као и немачка.
Избијањем рата обим Наше Ниве је преполовљен. Од јесени 1914. празна места појављивала су се на њеним страницама, а остављала их је државна цензура. Последњи број објављен је лета 1915. године када је већина особља била позвана у активну војну службу.

## Покушај препорода 1920
Први покушај оживљавања новина предузео је Максим Харецки у Вилњусу 1920. године. Прво издање оживљене Наше Ниве, која се сада описује као друштвено-политички и књижевни дневни лист, излази 28. октобра 1920. године, убрзо након почетак побуне Желиговског. Од четвртог броја главни уредник био је Вјачаслав Знамијаровски. У децембру 1920. новине су поново забрањене, овог пута пољском војном цензуром. 

## 1991. Препород у Вилњусу
Распад Совјетског Савеза и брзи раст покрета за независност у Белорусији омогућили су поновно успостављање новина. Објављивање Наше Ниве је спровео новинар Сиархиеј Дубавијец у Виљнусу у мају 1991.  
Оживљене новине заузеле су посебно место међу осталим белоруским часописима. „Наша Нива“ је напустила „одбрамбену стратегију“ и самонаметнуту изолацију својствену већини белоруских медија совјетског доба. Новине су отвориле своје странице за расправе о универзалним темама и објавиле бројне преводе стране литературе. У раду се посебно разговарало о две теме: наслеђе Велике кнежевине Литваније и могући модел односа Белорусије и других народа у региону. 2000. Сиархиеј Дубавијец дао је оставку, Андреј Динко је постао нови главни уредник.
1996. године редакција новина преселила се у Минск, Белорусија. Теме које покрива „Наша Нива“ прешле су са књижевности и културе на политичка и социјална питања. 1999. новине су поново постале недељник. 2002. обим се повећавао са 12 на 16 страница недељно, а 2005. на 24. На свом врхунцу тираж је достигао 8.000. После притиска државе и ускраћивања приступа националном систему дистрибуције штампе, „Наша Нива“ је прешла у џепни формат и повећала број страница на 48. Тираж се смањио на 2.200 примерака.
2006. године „Наша Нива“ је одлучила да прошири своју онлајн верзију, Андреј Скурко је водио веб одељење, а Андреј Динко је постао нови шеф новинског издања. Деведесетих је започео рад на издавању факсимилног издања издања новина које су излазиле између 1906. и 1915. године. У исто време прикупљен је материјал за састављање речника језика који се користио у тим раним годинама „Наше Ниве“.

## Притисак државе
Од 1995. године, а посебно током 2000-их, „Наша Нива“ се суочила са притиском ауторитарног режима Александра Лукашенка. Лист је био прогоњен због употребе традиционалне белоруске ортографије (Тарашкијевица). Године 1998. новине су победиле на суђењу и добиле дозволу да наставе да користе класични правопис. „Наша Нива“ користила је класични правопис до 2008. године; затим се пребацила на правопис који се учи у школама како би се „побољшала комуникација између интелектуалаца и јавности“.
Власти су 2005. године забраниле дистрибуцију новина путем белоруског поштанског система и званичне дистрибутивне агенције која је достављала новине трговинама и киосцима. Тираж је опао са 3500 на 2000 примерака. 2006. године публикација је добила четири званична упозорења због ненавођења легалне адресе. У ствари, четири различита закупца раскинула су уговоре са уредништвом без икаквог обавештења или објашњења чим је „Наша Нива“ обавестила Министарство информисања о њиховим договорима.
Између 2006. и 2008. новине су морали да дистрибуирају волонтери. Из тог разлога су новине прешле на формат А4, па их је било лакше ставити у торбе и коверте. 
„Нашој Ниви“ је у више наврата суђено и новчано су кажњаване, а КГБ је претресао и канцеларије новина и лично новинаре.  2006. године главни уредник новина Андреј Динко ухапшен је и провео је 10 дана у затвору.  После његовог хапшења власти Минска издале су званично саопштење да је дистрибуција "Наше Ниве" у граду „била непримерена“. 29. априла 2006. године 300 активиста организовало је скуп подршке "Нашој Ниви" на тргу Октјабрскаја, ухапшено је 10 људи.   У марту 2008. полиција је напала и ухапсила новинаре Сиамион Печанка и Андреја Лианкевича, док су извештавали са скупа у Минску. Печанко је оптужен за организацију скупа и добио је 15 дана затвора.
2008. године белоруска влада је кренула ка либерализацији медија, пратећи захтеве Европске уније. Крајем 2008. „Нашој Ниви“ и „Народној Вољи“ било је дозвољено да се врате у државну претплату и малопродају путем киоска. Убрзо је „Наша Нива“ прешла на штампу у боји, њен тираж је порастао на 6000. Међутим, већ 2010. влада је запленила и уништила готово половину јулског тиража. Цензурисано издање имало је чланак о документарном филму руске НТВ „Кум“ о Александру Лукашенку, који се сматрао „пропагандним штрајком“ против белоруског председника. У децембру 2010. године КГБ је претражио уредништво, одузета је сва канцеларијска опрема. Претреси су обављени и у стану Андреја Скурка.

### 2010-е
До 2010. године веб-портал "Наша Нива" постао је најпопуларнији интернет ресурс на белоруском језику. Према статистикама које је израдила Google аналитика, у 2017. месечни посетиоци су премашили 600.000, прегледано је више од 7.000.000 страница. Отприлике 84% посета било је из Белорусије, 49% из Минска.
2011. године, Жмициер Панкавиец именован је за уредника недељног издања у новинама. „Наша Нива“ је имала тираж око 8000, 50% је дистрибуирано претплатом. 11. априла 2011. године, терористичко бомбардовање догодило се у подземној железници у Минску. „Наша Нива“ је извештавала о догађајима и последицама. Касније је Министарство информисања оптужило публикацију за лажне изјаве. Претресали су уредништво, приватне станове особља, новинари су испитивани у главном тужилаштву и белоруској служби безбедности, познатој као КГБ. „Наша Нива“ је писала да је једна од жртава остала у станици до касних вечерњих сати, власти су сматрале да су те информације лажне и компромитујуће. 27. априла 2011. године, Министарство информисања покренуло је правни поступак за затварање новина „Наша нива“ и Народне воље. Међународниа утицај приморава власти да затворе случајеве почетком јуна. Министарство је покренуло тужбе за административне прекршаје против новина, обе истраге су завршене новчаном казном у износу од 14 милиона белоруских рубаља. Према заменику директора БАЈ (Белоруско удружење новинара) Андреју Бастуниецу, ситуација са слободом говора и медија у Белорусији од 2012. године стагнирала је на врло ниском нивоу.
Андреју Динку је 2012. године забрањено путовање у иностранство, тек након шест формалних жалби властима искључен је са црне листе.
2017. „Наша Нива“ постала је трећа међу најпопуларнијим медијима у Белорусији и покренула веб пројекат „Наша Нина“ за женску публику (наслов је заснован на игри речи - Нина је женско име). 1. марта 2017. главни уредник Андреј Скурко дао је оставку, а његов положај заузео је Јахор Марцинович. Скурко је остао заменик главног уредника. До 2018. године у уредништву је било 12 новинара. "Наша Нива" на папиру излазила је месечно у 3000 примерака. Цена једног листа износила је 2,5 белоруске рубље.

## Online новине
Дана 11. маја 2016. године, уредништво је најавило да ће се „Наша Нива“ концентрисати на Интернет верзију, док ће се она папирна издавати месечно. Међутим, прикупљање средстава за подршку новинском издању није успело. Дана 6. јуна 2018. године, уредништво је најавило затварање новина и потпун пренос на мрежу. Према статистикама „Наше Ниве“, у мају 2018. године њен веб портал посетило је 475 000 јединствених корисника, прочитано је 7,1 милион страница. Публику су углавном чинили људи старости 25-35 година, 60% посетилаца су мушкарци.
У фебруару 2018. веб страницу су напали ботови, у марту 2019. налози друштвених медија „Наша Нива“ нападнути су са белоруске ИП адресе. У јуну 2020. године „Наша Нива“ је изгубила име домена због кашњења у плаћању. Према државном закону, неплаћени домени иду на аукцију следећег дана по истеку исплате. Новине су наставиле са радом на веб адреси Nashaniva.by. Оригинални домен је враћен 30. јуна 2020. 
Као и многе друге веб странице независних медија, налог је угашен 8. августа 2020. године, када су се одржавали председнички избори у Белорусији.  Током анти-Лукашенкових нереда у Минску, полиција је устрелила новинарку "Наше Ниве" Наталу Лубниеускају. Јахор Марцинович ухапшен је 11. августа на повратку кући са протестног скупа у Минску. 